# Пчелар
За остала значења погледајте чланак Пчелар (вишезначна одредница).
Пчелар је физичка или правна особа која се бави узгојем пчела из хобија или професионално. Пчелар је дужан да пчелињак постави према закону тако да пчеле не сметају суседима, пролазницима, стоци, јавном саобраћају и др.

## Познати пчелари
- Шарл Дадан (Charles Dadant), француско-амерички пчелар;
- Лоренцо Лангстрот (L. L. Langstroth), амерички пчелар;
- Мозес Квинби (Moses Quinby), амерички пчелар;
- Иван Венер, српски пчелар;
- Божа Петровић, српски пчелар.